# Мегацунамі у затоці Літуя

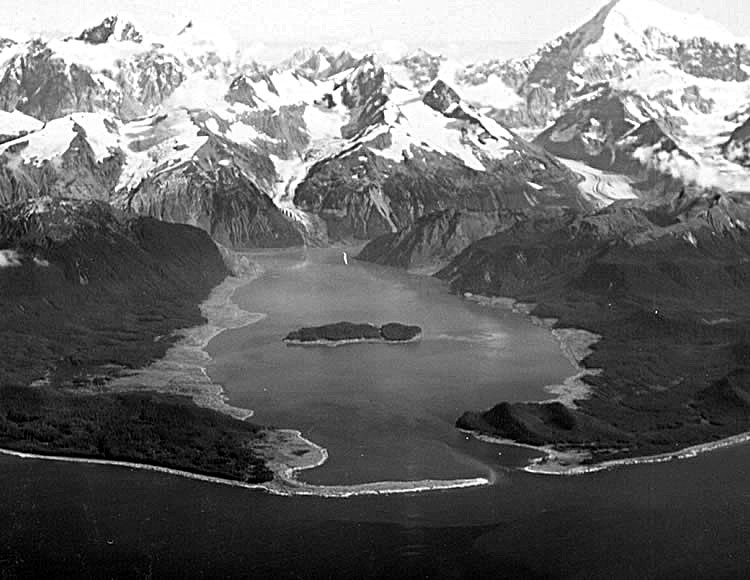
Затока після землетрусу і мегацунамі

Мегацунамі у затоці Літуя — стихійне лихо, яке сталося 9 липня 1958 року у затоці Літуя на південному сході Аляски. У результаті землетрусу магнітудою 8,3 з гір зійшов потужний зсув. У води затоки звалилося близько 30 млн м³ каміння та льоду. Це призвело до утворення гігантської хвилі цунамі заввишки 524 метри. Це найвища хвиля цунамі, відома людству. Жертвами стихійного лиха стали 5 осіб.

## Затока Літуя
Літуя — фіорд, розташований на розломі Феруетер у північно-східній частині затоки Аляска. Це Т-подібна бухта завдовжки 14 км і до 3 км завширшки. Максимальна глибина становить 220 м. Вузький вхід у бухту має глибину лише 10 м. У затоку Літуя спускаються два льодовики, кожен із яких є завдовжки близько 19 і завширшки до 1,6 км. У ХІХ столітті у затоці вже декілька раз спостерігалися хвилі заввишки понад 50 метрів: в 1854, 1899 і 1936 роках.

## Землетрус
Землетрус магнітудою від 7,9 до 8,3 за шкалою Ріхтера стався 9 липня 1958 року. Епіцентр знаходився у районі хребта Феруетер приблизно за 21 км SE від затоки Літуя. Землетрус був найсильнішим у цьому регіоні понад за 50 років.
Землетрус викликав субаеральний каменепад у гирлі льодовика Гільберт в затоці Літуя. У результаті цього зсуву понад 30 млн м³ гірських порід впали в затоку і призвело до утворення мегацунамі. Унаслідок цієї катастрофи загинуло 5 осіб: троє загинули на острові Хантаак і ще двох змило хвилею у затоці. У Якутаті, єдиному постійному населеному пункті поблизу епіцентру, були пошкоджені об'єкти інфраструктури: мости, доки та нафтогони.
Після землетрусу проводилося дослідження підлідного озера, розташованого північно-західніше від вигину льодовика Літуя на самому початку затоки. Виявилося, що озеро опустилося на 30 метрів. Цей факт послужив підставою для ще однієї гіпотези утворення гігантської хвилі висотою понад 500 метрів. Ймовірно, під час сходу льодовика великий обсяг води потрапив в затоку через крижаний тунель під льодовиком. Проте стік води з озера не міг бути основною причиною виникнення мегацунамі.